# 河野通政
河野 晴通／通政（かわの はるみち／みちまさ）は、河野氏の当主。父は河野通存（みちまさ）、養父は河野通直。弟に石川通昌、河野通宣、野島直信（のじま なおのぶ）がいる。「通政」は初名であり、のちに室町幕府の将軍・足利義晴より偏諱を受けて晴通と改名した。

## 生涯
河野通春の孫・通存の子で、河野氏の分家である予州河野氏の当主であった。しかし、本家の当主であった通直が娘婿で水軍の頭領として有能であった来島村上氏の村上通康に家督を譲ろうとしたことに反発し、通直と対立する。
この争いは来島騒動ともよばれる軍事抗争にも発展するが、通政は河野氏の家臣団の支持を集め、また豊後の大友義鑑の仲介もあって通直を隠居させ、河野氏本家の当主となった。｢晴通｣と改名したのもこの時である。しかし1543年、突如として急死した。嗣子が無かったため、跡を実弟の河野通宣が継いだ。

## 備考
近年の検証の成果として、弟とされる河野通宣共々、予州家の人間ではなく河野通直とは実の親子関係にあり、来島騒動も河野本家筋内部での家督争いであったとする説がある。最終的に、通政の没後に通直が復権していることから通直側の反撃によって討たれた可能性も指摘されている。
『臼杵稲葉家文書』所収の「河野家譜」では、通政の正室を一条房家の娘としている。また、「土佐一条系図ノ一節」では、房家と記されたが実は一条房基のこと、その娘の1人が通政の正室と記述されている。